# 伊達宗賀
伊達 宗賀（だて むねよし）は、江戸時代の仙台藩一門第二席・亘理伊達家第11代当主。

## 生涯
天明5年（1785年）、亘理伊達家第10代当主・伊達村氏の子として生まれる。幼名は兵力。寛政9年（1797年）に元服し、実孝と名乗った。
享和2年（1802年）に三沢村保の娘と結婚。享和3年（1803年）11月、父村氏の死去により家督を相続し亘理邑主となる。
文化9年（1812年）2月、家督相続して藩主となった斉宗と共に江戸城に登城し、将軍徳川家斉に拝謁する。
文化9年（1812年）3月、藩政を補佐した功績により500石の加増を受け、知行2万4300石となり、藩主斉宗の偏諱を受けて、宗賀と名乗る。
文政5年（1822年）、病のため嫡男兵力の番代を申し出て許された。文政7年（1824年）、隠居して家督を嫡男宗恒に譲り、沼頭下屋敷で余生を過ごした。
嘉永5年（1852年）4月29日死去。享年68。

## 人物
宗賀の治世に亘理に末家焼の窯が築かれ、陶器の生産が盛んになった。